# Aardzegge
Aardzegge	(Carex humilis) is een overblijvende plant uit de cypergrassenfamilie (Cyperaceae).  De soort komt van nature voor in Midden- en Zuid-Europa en in Azië. In België komt de soort voor in Wallonië. Het aantal chromosomen is 2n = 36.
De polvormende plant wordt 3-15 cm hoog en heeft een korte wortelstok. De pol van aardzegge heeft vaak een ringvormige groei met een dood centrum. De bruine, iets driehoekige, gladde stengels staan rechtop. De grijze of lichtgroene, meestal opgerolde, 10-25 cm lange en 1-2 mm brede bladeren liggen op de grond. De bladschede heeft een paarse kleur. 
Aardzegge bloeit vanaf maart tot in mei. De bovenste, 1-1,4 cm lange en 2 mm brede, roestbruin-witbonte, veelbloemige aar is mannelijk met daaronder op vaak meer dan 2 cm afstand twee of drie, glanzende bruinzilveren vrouwelijke aren met 2-4 bloemen. De bloem heeft drie stempels. De ietwat roodbruine, glanzende schutbladen zijn vaak meer dan 2,5 cm lang.
De omgekeerd eironde, driehoekige, groenachtige, vliezige, dicht behaarde, 2-nervige urntjes zijn 3-3,2 mm lang en hebben een korte, paarsrode snavel. Ze zijn ongeveer even lang als de afgeronde, vaak stekelige, bruine, 1-nervige kafjes, die een brede witachtig vliezige rand hebben.
De donkerbruine vrucht is een  elliptisch of omgekeerd eivormig-langwerpig, driehoekig, 2,5-3 mm lang nootje met aan de top een korte, gebogen snavel.

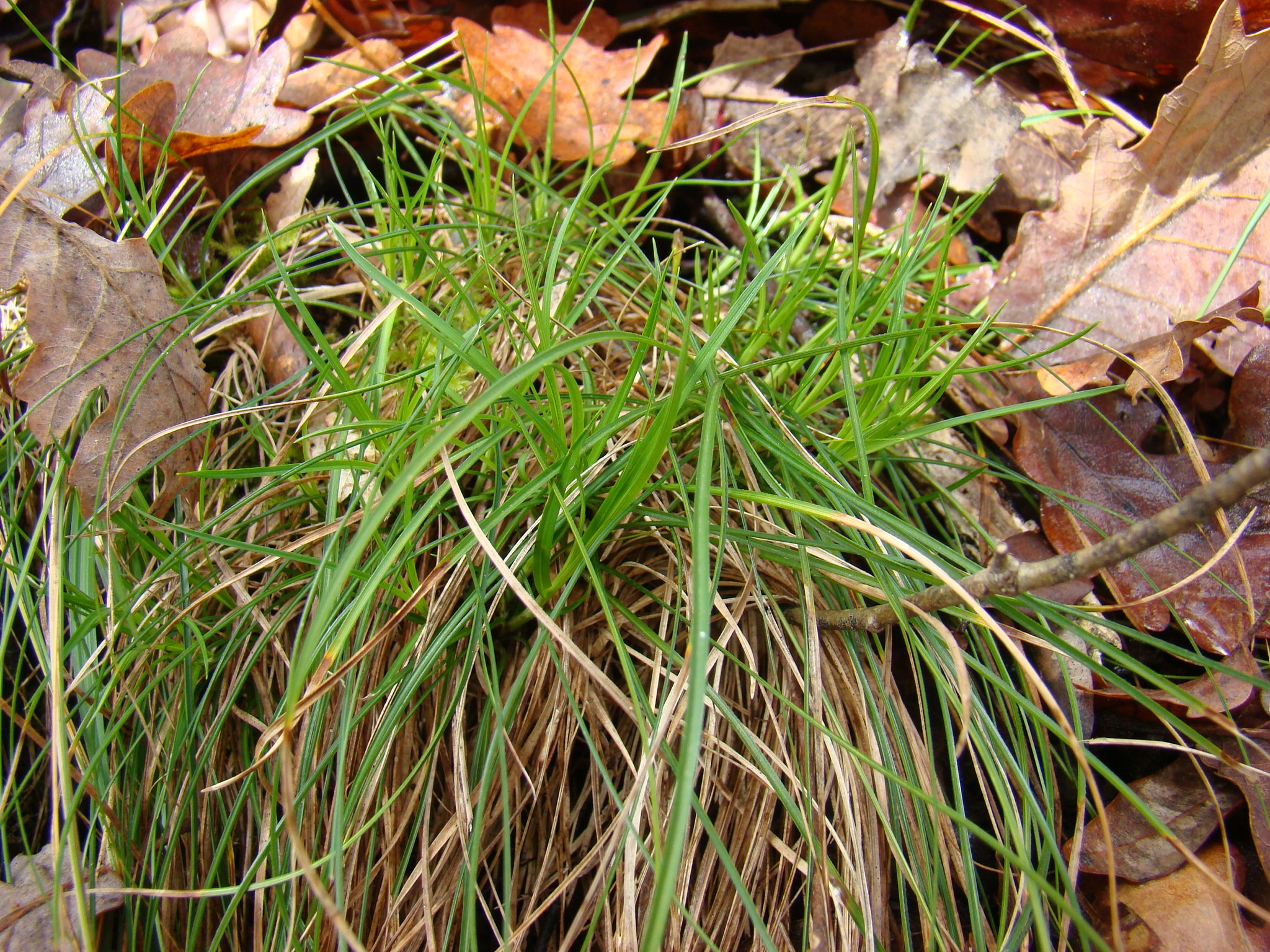
Plant
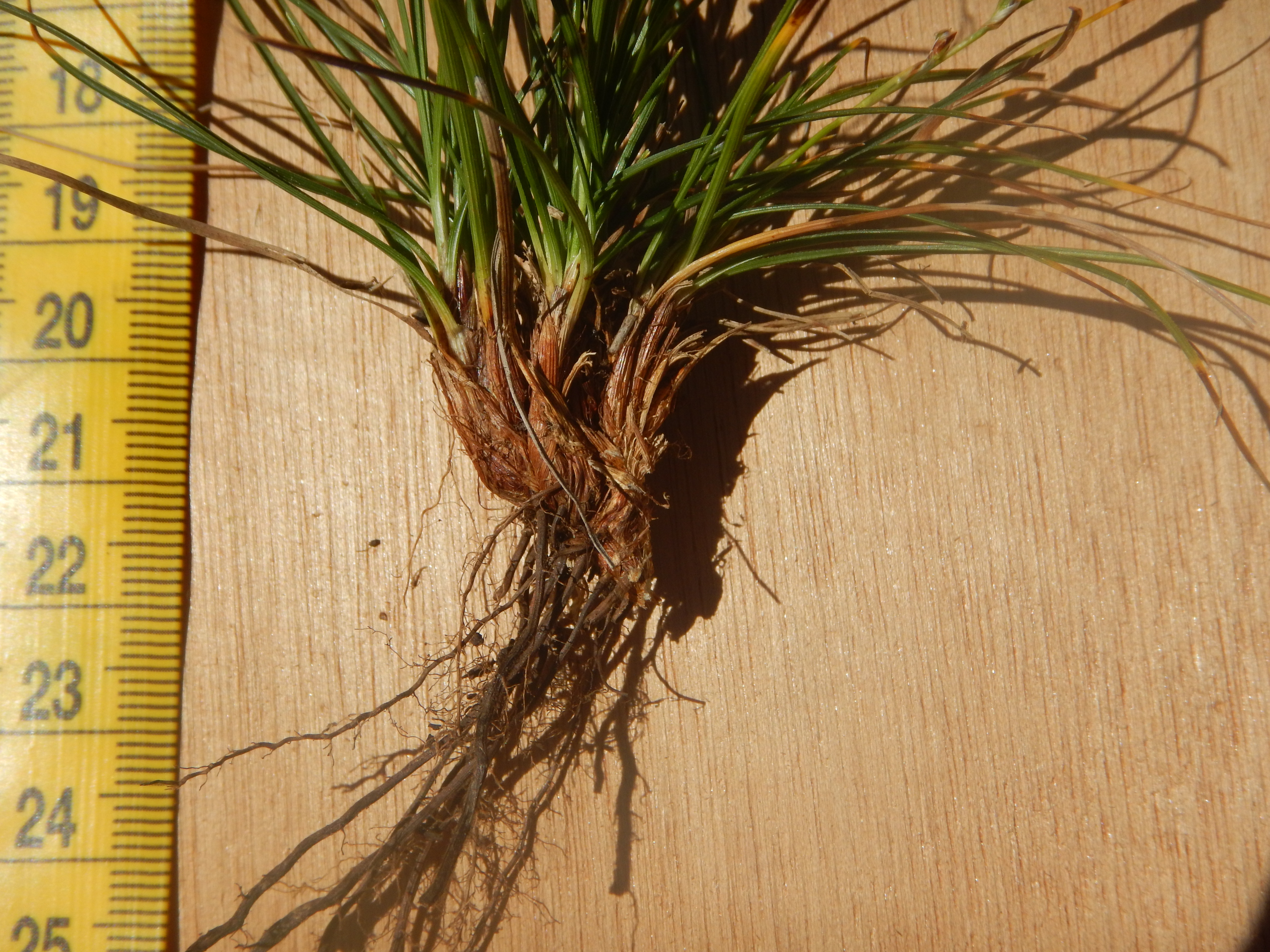
Beworteling
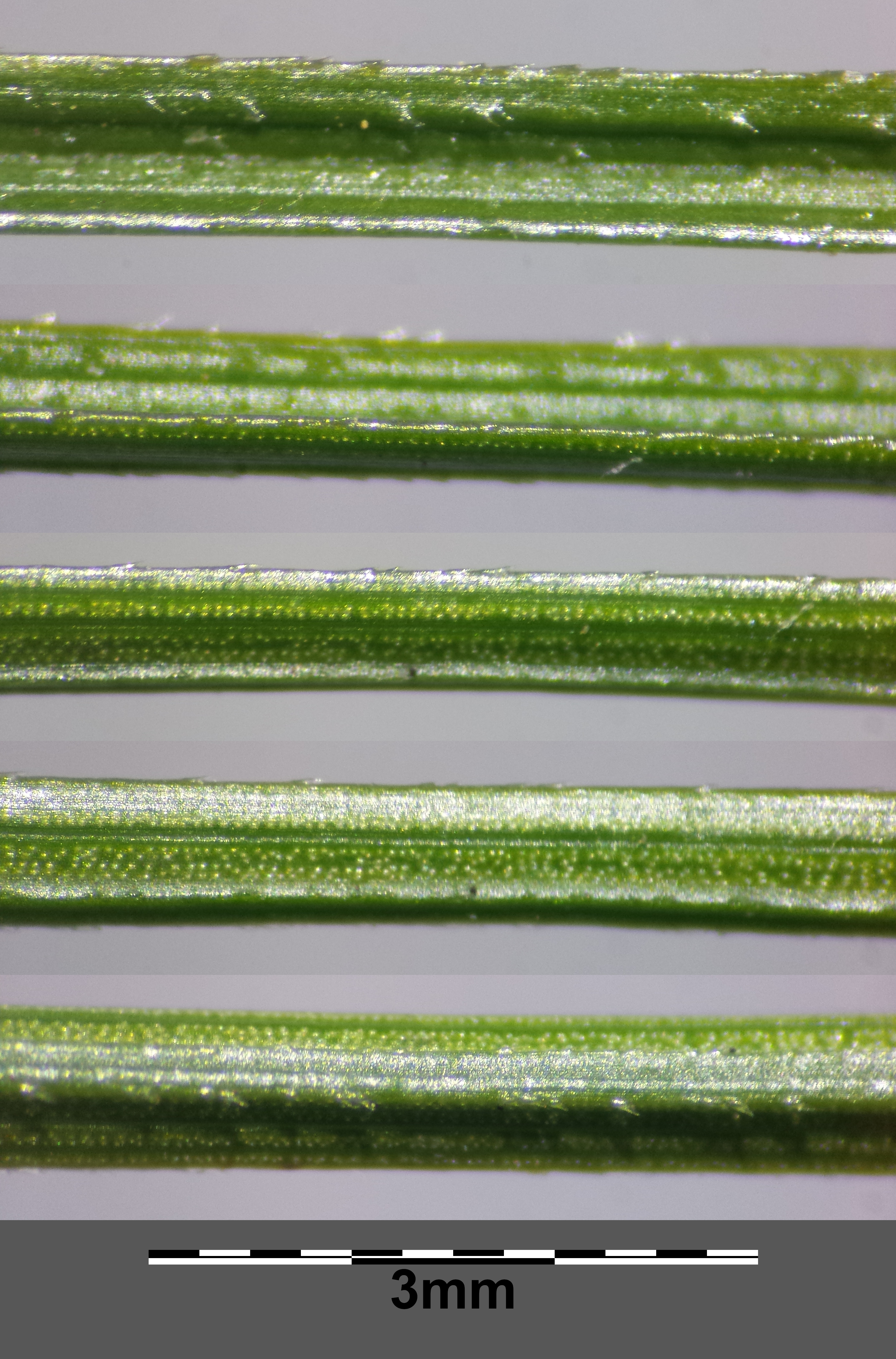
Stengel
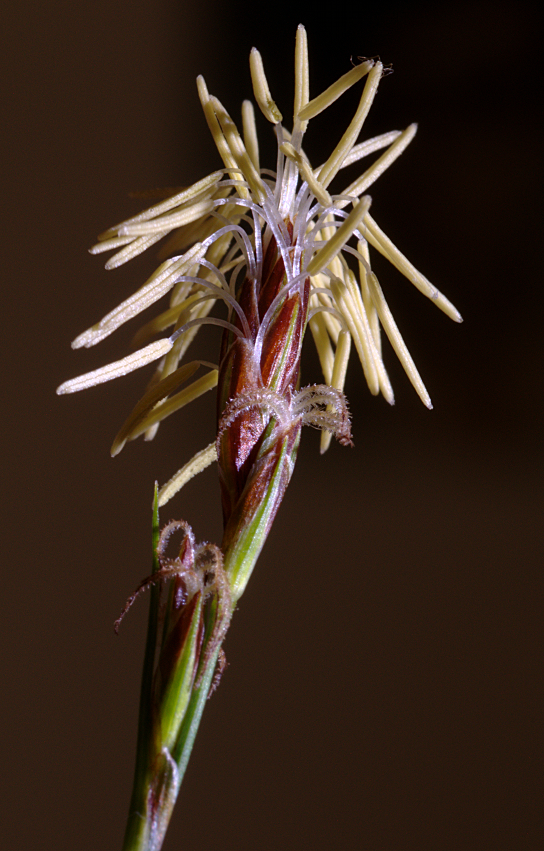
Bloeiwijze
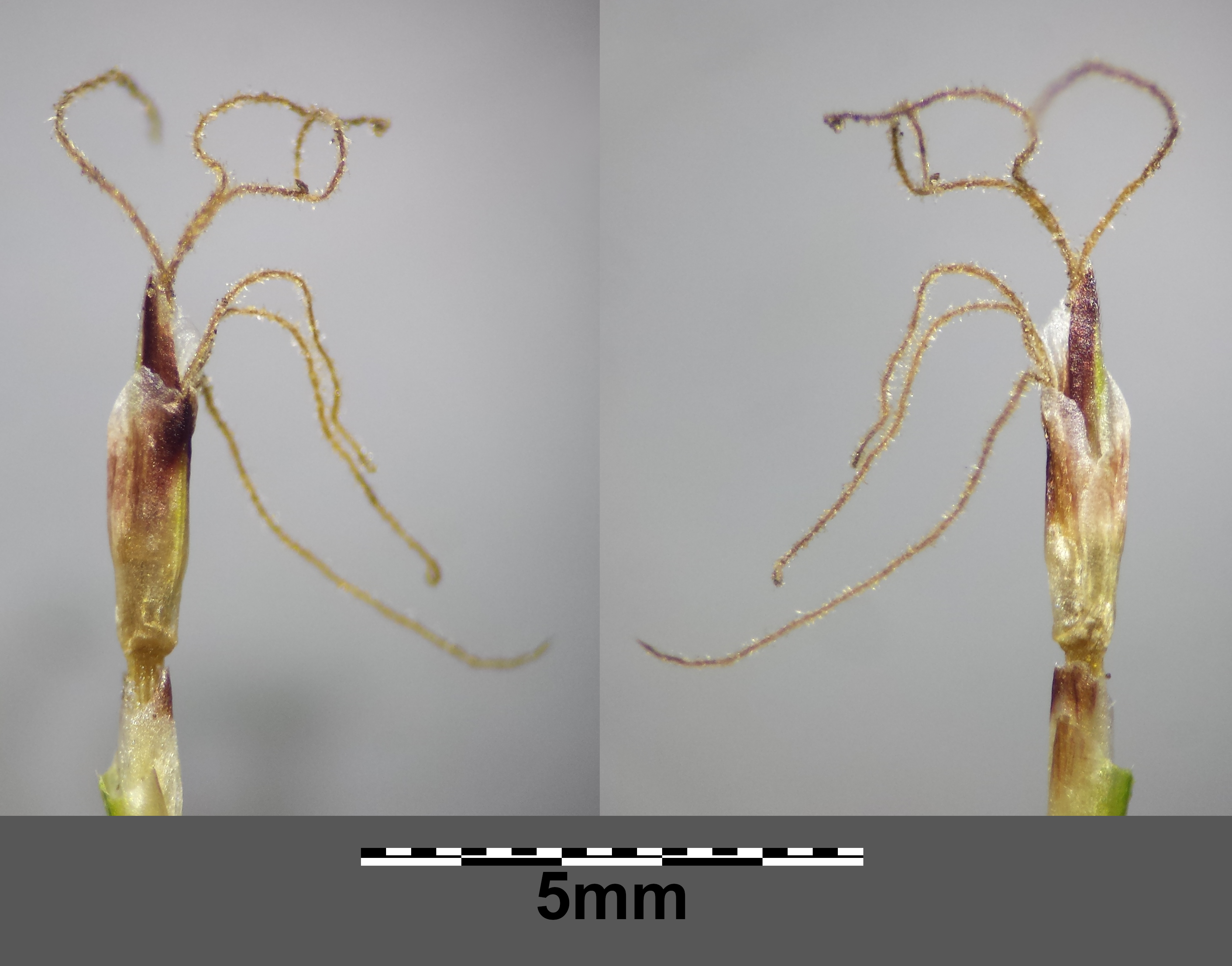
Bloeiende vrouwelijke aren
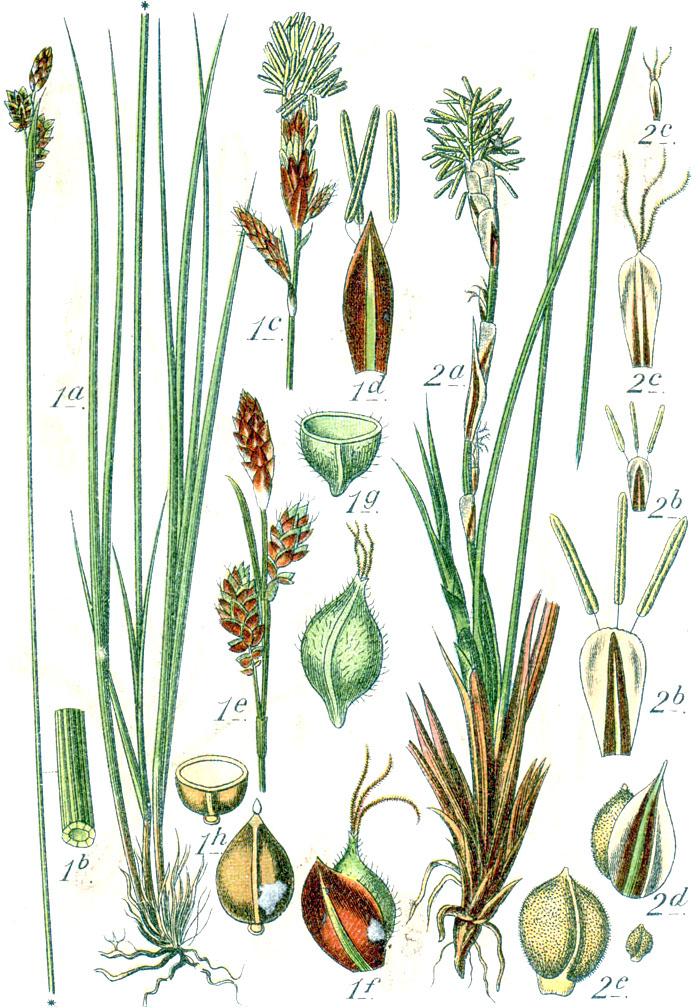

- 2= Aardzegge, 2d=urntje, 2c=nootje

De soort komt voor in kalkgraslanden en op stenige plaatsen.